# Nuno Frechaut
Nuno Miguel Frechaut Barreto [fɾɛˈʃo] (* 24. September 1977 in Lissabon) ist ein portugiesischer ehemaliger Fußballspieler auf der Position eines Abwehrspielers.

## Karriere

### Verein
Frechaut spielte für Vitória Setúbal (1996–2000), Boavista Porto (2000–2004) und für FK Dynamo Moskau (2005). In der Saison 2000/01 eroberte er mit Boavista Porto den portugiesischen Meistertitel. Im Juli 2005 wechselte er zu Sporting Braga, wo er die folgenden vier Jahre verbrachte. Im August 2009 wechselte Frechaut in die Ligue 2 zum FC Metz. Zwei Jahre später kehrte er nach Portugal zurück und schloss sich dem Zweitligisten Naval 1º de Maio an. Die an- und seine Karriere abschließenden Spielzeiten verbrachte er erneut beim mittlerweile in die Drittklassigkeit verbannten Boavista.

### International
Frechaut spielte in der Zeit von 2001 bis 2003 17 Mal für die Portugiesische Fußballnationalmannschaft. Sein erstes Spiel war am 2. Juni 2001, ein 1:1 gegen Irland. Er gehörte auch zum Kader für die Fußball-Weltmeisterschaft 2002 sowie für die Olympischen Sommerspiele 2004.

## Erfolge
- Portugiesischer Meister 2001 mit Boavista Porto